# Arie Dubi
Arie Dubi (hebr. דובי אריה)  (ur. w sierpniu 1939 w Warszawie) – izraelsko-kanadyjski malarz pochodzenia polskiego.

## Życiorys
Urodził się w 1939 roku w Warszawie, II wojnę światową przeżył z matką i bratem w Związku Radzieckim, w 1948 dzięki organizacji Youth Aliyah wyjechał do Izraela. Zamieszkał w kibucu Sza’ar ha-Golan, od 1960 przez trzy lata pobierał lekcje u pochodzących z Polski malarzy Leo Rotha i Chaima Bargala. Od 1962 uczył się malarstwa i rzeźby w Margoshilski Art School, w 1964 otrzymał stypendium od Youth Aliyah. Naukę przerwało wcielenie do Armii Izraela i udział w wojnie sześciodniowej, w 1968 otrzymał Nagrodę Dvory Davidson za sztukę w Kibbutz Artzi Movement, a w 1971 Jordan Valley Prize for Painting and Sculpture. W 1974 razem z rodziną przeniósł się do Toronto w Kanadzie. Na podstawie swoich przeżyć, których doświadczył jako spadochroniarz w wojnie sześciodniowej, Arie Dubi stworzył „Misję”, siedmiopanelową panoramiczną pracę upamiętniającą 4000 lat żydowskiej historii. Powstała w latach 1980-1987, całość ma 12 metrów długości i 2 metry wysokości. Murale i płaskorzeźby Ariego Dubiego można zobaczyć na wielu budynkach w Izraelu i za granicą.